# 西上站
西上站（韓語：무수역）是朝鮮民主主義人民共和國咸镜北道富宁郡的一個鐵路車站，属于茂山线。

## 邻近车站
茂山线
古茂山站 - 西上站 - 舞袖站